# 琉球電信電話公社
琉球電信電話公社（りゅうきゅうでんしんでんわこうしゃ）は、復帰前の沖縄において、電信電話事業を独占的に経営していた琉球政府の公社である。

## 概要
琉球政府が管轄する公社で、琉球電信電話公社法（1958年立法第87号）により、1959年（昭和34年）5月1日に発足した。資本金は200万ドルで、琉球政府より電信電話事業の業務を承継した。アメリカからの交換機の導入を断り、日本側の交換機を導入するなど、本土復帰を念頭においたネットワーク整備が行われた。その後、1964年（昭和39年）に本土-沖縄間のマイクロ回線開通、1968年（昭和43年）の無電話地域解消などの業績を残した。
マークは本土の日本電信電話公社（電電公社）とまったく同じだが、マークの上部に「R」の文字が白抜きでついている。
復帰後は、日本電信電話公社が琉球電信電話公社の権利義務を承継したが、そのうち国際電話に関する設備は、電電公社から国際電信電話株式会社（KDD。現KDDI）に譲渡された。また、職員は、国際電話に従事する者の多くがKDDに移籍し、その他の者は電電公社の職員となった。

## 歴代総裁
| 代 | 氏名       | 在任期間        | 主要な肩書き                     |
| -- | ---------- | --------------- | -------------------------------- |
| 1  | 神村孝太郎 | 1959年 - 1963年 | 琉球政府副主席, 琉球電力公社理事 |
| 2  | 新里善福   | 1963年 - 1972年 | 国頭村長, 琉球政府工務局長       |

## 沿革
- 1959年（昭和34年）5月1日 - 琉球電信電話公社発足（初代総裁 神村孝太郎・資本金200万ドル・職員518人）。
- 1964年（昭和39年）
  - 4月3日 - 西那覇電報電話局内にNHK提供番組収録所（クリアリング・ハウス）完成。
  - 9月1日 - 日琉（本土-沖縄間）マイクロ回線開通。
- 1968年（昭和43年） - 無電話地域解消。
- 1970年（昭和45年）6月 - 沖縄本島全域自動ダイヤル化（沖縄全域が自動ダイヤル化されたのは1979年3月）。
- 1971年（昭和46年）5月 - 那覇局管内の市内局番が2桁化（2 - 4→32 - 34、5→55、8→68、新たに浦添市が77）。
- 1972年（昭和47年）5月 - 本土復帰と同時に国内は日本電信電話公社（電電公社）、国際は国際電信電話株式会社 (KDD) へ移管された。

## 復帰後の電信電話事業
琉球電信電話公社の国内業務は日本電信電話公社沖縄電信電話管理局（電電公社民営化後はNTT沖縄支社→NTT沖縄支店→NTT西日本沖縄支店）に引き継がれた。国際業務は国際電信電話沖縄支社（後のKDD沖縄支社→2000年にKDDI合併後はKDDI沖縄→2013年以降沖縄電力系電力系通信事業者の沖縄通信ネットワークに吸収合併）に引き継がれた。

### 電報電話局
琉球電電発足後、沖縄本島内全市と一部の町村のほか、宮古島・石垣島・久米島にも設置された。復帰後には電電公社に引き継がれたが、民営化によるNTT発足後1989年に支店・営業所に名称変更、NTT再編の1999年までにすべて廃止された（那覇市と浦添市に集約）。現在でも「電話局前」のバス停が存在しているところもある。
- 那覇電報電話局（琉球電電発足前は那覇中央電話局、平成以降・NTT沖縄支社那覇支店→沖縄支店那覇営業所→那覇営業窓口）
  - のちに浦添と小禄に営業窓口開設（小禄は平成以降那覇営業窓口に集約・廃止、浦添は市内に沖縄支店全域の営業本部に集約）
- 西那覇電報電話局（1964年開局、のちに牧志電報電話局となる。平成以降・牧志営業所→牧志営業窓口→那覇営業窓口に集約・廃止）
- 糸満電報電話局（1968年開局、平成以降・糸満営業所→糸満営業窓口→那覇営業窓口に集約・廃止）
- 与那原電報電話局（1968年開局、平成以降・与那原営業所→与那原営業窓口→那覇営業窓口に集約・廃止）
- 大謝名電報電話局（1962年開局、平成以降・大謝名営業所→大謝名営業窓口→浦添市の営業本部に集約・廃止）
  - のちに普天間に営業窓口開設
- コザ電報電話局（開局時期不明、平成以降・コザ支店→コザ営業所→コザ営業窓口→廃止）
- 具志川電報電話局（1961年開局、平成以降・具志川営業所→具志川営業窓口→コザ営業窓口に集約・廃止）
- 嘉手納電報電話局（1961年開局、平成以降・嘉手納営業所→嘉手納営業窓口→コザ営業窓口に集約・廃止）
- 石川電報電話局（1968年自動交換局から開局、復帰後沖縄石川電報電話局となる。平成以降・沖縄石川営業所→沖縄石川営業窓口→コザ営業窓口に集約・廃止）
- 名護電報電話局（1957年開局、平成以降・名護営業所→名護営業窓口→廃止）
- 国頭電報電話局（1970年開局、平成以降・国頭営業所→名護営業所に統合・廃止）
- 久米島電報電話局（1971年開局、平成以降・久米島営業所→那覇営業所に集約・廃止）
- 宮古電報電話局（1959年開局、復帰後沖縄宮古電報電話局となる。平成以降・沖縄宮古営業所→沖縄宮古営業窓口→廃止）
- 八重山電報電話局（1959年開局、平成以降・八重山営業所→八重山営業窓口→廃止）

### 市外局番

#### 沖縄本島
沖縄本島内は1970年（昭和45年）までに全域が自動ダイヤル化されたため、すべての地域に市外局番（那覇局は市内局番も）がつけられた。復帰前の琉球電電時代は自動ダイヤル化後電話番号は7桁（1971年5月以降、那覇局の市内局番が2桁になったため復帰までの1年間は8桁）だった。
1972年（昭和47年）の本土復帰後は復帰前の市外局番をそのまま残した上で桁数を2 - 3桁増やして10桁とし、市外局番は頭4桁が0988・0989・0980を使うことになった（頭3桁の098は宮崎の局番だが、4桁目が2 - 7しか使われていないため空き番号を沖縄で使うようになった。なお市外局番が先に098の3桁だけになったのは沖縄で1990年12月から）。
- 042（国頭局） 復帰後098042→0980-41（1983年 - ）　現在の国頭村[2]
- 043（東局） 復帰後098043→0980-43（1983年 - ）　現在の東村[3]
- 044（大宜味局） 復帰後098044→0980-44（1983年 - ）　現在の大宜味村
- 052→05 （名護局） 復帰後09805→0980-5x（1983年 - ）　現在の名護市[4]
- 056（今帰仁局） 復帰後098056→0980-56（1983年 - ）　現在の今帰仁村
- 057（本部局） 復帰後098057→09804-7・8（1975年 - 1983年）→0980-47・48（1983年 - ）　現在の本部町
- 063（与那城局） 復帰後09896-3・7→09897-7・8（1979年 - 1990年）→098-977・978（1990年 - ）　現在のうるま市与那城・勝連（与勝）地域[5]
- 064（石川局） 復帰後098964→09896-4 - 7（1979年 - 1990年）→098-964 - 967（1990年 - ）　現在のうるま市石川地域、恩納村、金武町屋嘉
- 068（金武局） 復帰後098968→098-968（1990年 - ）　現在の金武町（屋嘉を除く）、宜野座村
- 072（具志川局） 復帰後098972→09897-2 - 4（1979年 - 1990年）→098-972 - 974（1990年 - ）　現在のうるま市具志川地域[6]
- 076（嘉手納局） 復帰後098976→09895（1981年 - 1990年）→098-956 - 958（1990年 - ）　現在の嘉手納町、読谷村
- 077→07（コザ局） 復帰後09893→098-93x（1990年 - ）　現在の沖縄市、北谷町、北中城村[7]
- 08（那覇局） 復帰後0988→098-8xx（1990年 - ）　現在の那覇市、浦添市、豊見城市、南風原町
  - 市内局番 2 - 4→32 - 34・5→55・8→68、浦添09-7→77（大謝名局から変更）
- 092（糸満局） 復帰後098992→09899（1979年 - 1990年）→098-99x（1990年 - ）　現在の糸満市
- 093（東風平局） 復帰後098993→098998（1976年 - 1990年）→098-998（1990年 - ）　　現在の八重瀬町[8]
- 095（与那原局） 復帰後098995→098945・098947・098949→09894→098-94x（1990年 - ）　現在の与那原町、南城市、西原町（琉球大学構内や千原地域など一部を除く）[9]
- 097→09（大謝名局） 復帰後09889→098-89x（1990年 - ）　現在の宜野湾市、中城村、西原町の一部（琉球大学構内や千原地域など）[10]
  - 市内局番 大謝名7→7（浦添は那覇局に移動し08-77に）、普天間8→2（復帰後市内局番も変更）[11]

現在、那覇市など市外局番が098の地域（沖縄本島中南部および周辺離島など）すべての市町村で市内局番の頭数字が8と9いずれも使われている。

#### 離島
宮古島・石垣島の各島内では復帰前に自動化されたものの、沖縄本島や本土と即時通話できたのは復帰後で市外局番も復帰後につけられた。沖縄全域で自動ダイヤル化されたのは1979年（昭和54年）3月に南・北大東島が最後。
- 久米島局（1972年） 098985→098-985（1990年 - ）　現在の久米島町
- 慶良間局（1974年） 098987→098-987（1990年 - ）　現在の渡嘉敷村、座間味村[12]
- 粟国局（1979年） 098988→098-988（1990年 - ）　現在の粟国村[13]
- 渡名喜局（1979年） 098989→098-989（1990年 - ）　現在の渡名喜村[14]
- 伊江局（1974年） 098049→0980-49（1983年 - ）　現在の伊江村
- 伊是名局（1977年） 098045→0980-45（1983年 - ）　現在の伊是名村[15]
- 伊平屋局（1977年） 098046→0980-46（1983年 - ）　現在の伊平屋村[15]
- 沖縄宮古局（1976年） 09807→0980-7x（2002年 - ）　現在の宮古島市平良地域（池間島を除く）
- 池間局（1976年） 098075→09807-5（1983年 - 2002年）→0980-75（2002年 - ）　現在の宮古島市平良の池間島[16]
- 沖縄上野局（1976年） 098076→09807-6（1983年 - 2002年）→0980-76（2002年 - ）　現在の宮古島市上野・下地地域
- 沖縄城辺局（1976年） 098077→09807-7（1983年 - 2002年）→0980-77（2002年 - ）　現在の宮古島市城辺地域
- 伊良部局（1976年） 098078→09807-8（1983年 - 2002年）→0980-78（2002年 - ）　現在の宮古島市伊良部地域
- 多良間局（1977年） 098079→09807-9（1983年 - 2002年）→0980-79（2002年 - ）　現在の多良間村[17]
- 八重山局（1976年） 09808→0980-8x（2002年 - ）　現在の石垣市の南部
- 川平局（1976年） 098088→09808-8（1983年 - 2002年）→0980-88（2002年 - ）　現在の石垣市川平などの北西部[18]
- 伊原間局（1976年） 098089→09808-9（1983年~2002年）→0980-89（2002年 - ）　現在の石垣市伊原間などの北東部（平久保半島）
- 竹富局（1979年） 098094→09808-5-2xxx（1983年 - 2002年）→0980-85-2xxx（2002年 - ）　現在の竹富町竹富島
- 小浜局（1979年） 098093→09808-5-3xxx（1983年 - 2002年）→0980-85-3xxx（2002年 - ）　現在の竹富町小浜島
- 沖縄黒島局（1979年） 098092→09808-5-4xxx（1983年 - 2002年）→0980-85-4xxx（2002年 - ）　現在の竹富町黒島
- 沖縄大原局（1979年） 098095→09808-5-5xxx（1983年 - 2002年）→0980-85-5xxx（2002年 - ）　現在の竹富町西表島東部・新城島・由布島
- 西表局（1979年） 098096→09808-5-6xxx（1983年 - 2002年）→0980-85-6xxx（2002年 - ）　現在の竹富町西表島西部・鳩間島[19]
- 波照間局（1979年） 098098→09808-5-8xxx（1983年 - 2002年）→0980-85-8xxx（2002年 - ）　現在の竹富町波照間島[20]
- 与那国局（1979年） 098087→09808-7（1983年 - 2002年）→0980-87（2002年 - ）　現在の与那国町[21]
- 南大東局（1979年） 09802-2　現在の南大東村
- 北大東局（1979年） 09802-3　現在の北大東村